# Джиро ди Романья 2024
87-й выпуск Джиро ди Романья — шоссейной однодневной велогонки по дорогам Италии. Гонка прошла 21 апреля 2024 года в рамках Европейского тура UCI 2024 после тринадцатилетнего перерыва. Победу одержал португальский велогонщик Антонио Моргадо.

## Участники
В гонке приняло участие 20 команд.
| UCI WorldTeam- UAE Team Emirates UCI ProTeams (5)- Polti Kometa - Corratec-Vini Fantini - VF Group-Bardiani CSF-Faizané - Euskaltel-Euskadi - Equipo Kern Pharma UCI Continental Teams (14)- Biesse-Carrera - Zalf Euromobil Fior - Work Service-Vitalcare-Dynatek - Team Vorarlberg - Vini Monzon-Savini Due-OMZ - Q36.5 Continental Cycling Team - Petrolike - JCL Team Ukyo - MG.K Vis Colors For Peace - General Store-Essegibi-F.Lli Curia - Beltrami TSA-Tre Colli - Team Technipes #inEmiliaRomagna - UM Tools Caffè Mokambo - MBH Bank Colpack Ballan |
| |

## Маршрут
Маршрут 87-го тура Романьи, от Луго до Кастрокаро-Терме и Терра-дель-Соле, составляет 196 км. Начало гонки запланировано от площади Пьяцца Баракка / Корсо Маттеотти в Луго, городе, где находится штаб-квартира велосипедного общества Франческо Баракка, исторического организатора гонки.
Первые 129 км маршрута, которые проходят через многие муниципалитеты, пострадавшие от наводнения в мае 2023 года, полностью равнинные. Профиль маршрута меняется на последних 67 км, с выходом на финальную трассу протяженностью 12,5 км в Кастрокаро-Терме и Терра-дель-Соле. Здесь присутствует подъём Gran Premio della Montagna di Bagnolo на 3,7 км со средним градиентом 5,7 %, который гонщики в гонке должны будут преодолеть 5 раз. После заключительного восхождения гонщики преодолеют 11 км от финиша на Виа Маркони в Кастрокаро-Терме и Терра-дель-Соле.

## Ход гонки
Отрыв дня состоялся через 50 километров после старта после многочисленных неудачных атак. К концу гонки сформировалась пятёрка лидеров, гды был разыгран финишный спринт и Моргадо стал первым.

## Результаты
| \| Генеральная классификация \| Генеральная классификация \| Генеральная классификация \| Генеральная классификация \| Генеральная классификация \| \| Гонщик \| Гонщик \| Команда \| Время \| \| \| ------------------------- \| ------------------------- \| ---------------------------------- \| ------------------------- \| ------------------------- \| \| 1-й \| Антонио Моргадо \| UAE Team Emirates \| 4ч 30' 03 \| \| \| 2-й \| Хоан Боу \| Euskaltel-Euskadi \| + 0 \| \| \| 3-й \| Маттиа Баис \| Team Polti Kometa \| + 0 \| \| \| 4-й \| Джованни Карбони \| JCLTeam Ukyo \| + 0 \| \| \| 5-й \| Хосе Феликс Парра \| Equipo Kern Pharma \| + 0 \| \| \| 6-й \| Исаак Дель Торо \| UAE Team Emirates \| + 43 \| \| \| 7-й \| Filippo D'Aiuto \| General Store-Essegibi-F.lli Curia \| + 43 \| \| \| 8-й \| Филиппо Фиорелли \| VF Group-Bardiani CSF-Faizanè \| + 58 \| \| \| 9-й \| Давид Де Кассан \| Team Polti Kometa \| + 58 \| \| \| 10-й \| Thomas Pesenti \| JCLTeam Ukyo \| + 58 \| \| |                   |                                    |           |
| |                   |                                    |           |
| Источник: ProCyclingStats |                   |                                    |           |
| Генеральная классификация |                   |                                    |           |
| Гонщик | Гонщик            | Команда                            | Время     |
| 1-й | Антонио Моргадо   | UAE Team Emirates                  | 4ч 30' 03 |
| 2-й | Хоан Боу          | Euskaltel-Euskadi                  | + 0       |
| 3-й | Маттиа Баис       | Team Polti Kometa                  | + 0       |
| 4-й | Джованни Карбони  | JCLTeam Ukyo                       | + 0       |
| 5-й | Хосе Феликс Парра | Equipo Kern Pharma                 | + 0       |
| 6-й | Исаак Дель Торо   | UAE Team Emirates                  | + 43      |
| 7-й | Filippo D'Aiuto   | General Store-Essegibi-F.lli Curia | + 43      |
| 8-й | Филиппо Фиорелли  | VF Group-Bardiani CSF-Faizanè      | + 58      |
| 9-й | Давид Де Кассан   | Team Polti Kometa                  | + 58      |
| 10-й | Thomas Pesenti    | JCLTeam Ukyo                       | + 58      |